# 鶯沢駅
鶯沢駅（うぐいすざわえき）は、宮城県栗原市鶯沢南郷辻前にあったくりはら田園鉄道くりはら田園鉄道線の駅。2007年（平成19年）、路線の廃止に伴い廃駅となった。2005年（平成17年）に合併で消滅した鶯沢町の中心市街にあった。

## 歴史
- 1942年（昭和17年）12月1日：開業[1]。
- 1982年（昭和57年）11月15日：列車交換を廃止。
- 1983年（昭和58年）1月14日：無人化、交換設備を撤去。
- 2007年（平成19年）4月1日：廃止。

## 駅構造
単式ホーム1面1線を有した地上駅で、無人駅。小さなホームに待合室が1つ、ホームから少し離れたところに公衆便所が1つ置かれていた。古いホームが残っていたほか、貨物用と思われるホーム跡もあった。
交換設備を撤去する前は相対式ホーム2面2線であり、駅舎もあった。くりはら田園鉄道線の列車はここで行き違いをしていた。

## 駅周辺
駅の南が鶯沢町の中心市街で、2005年（平成17年）の合併まで鶯沢町役場だった栗原市役所鶯沢総合支所がそばにある。また、国道457号が鉄道とほぼ平行した。駅のすぐ西で二迫川を渡った。小さくまとまった市街の外には、北と東と南に水田が広がる。西は丘陵地である。

## 隣の駅
くりはら田園鉄道
くりはら田園鉄道線
尾松駅 - 鶯沢駅 - 鶯沢工業高校前駅